# Massif de l'Arize
Le massif de l'Arize est un massif de montagnes des Pyrénées françaises d'une superficie de 9 888 ha situé dans le département de l'Ariège en région Occitanie.
C'est un massif de moyenne montagne, culminant à 1 716 m au rocher de Batail, principalement couvert de forêts et d'estives. Il fait partie du parc naturel régional des Pyrénées ariégeoises.

## Toponymie
Le massif tire son nom de la rivière Arize, affluent de la Garonne, qui poursuit son cours bien au-delà de la limite nord du massif.

## Géographie

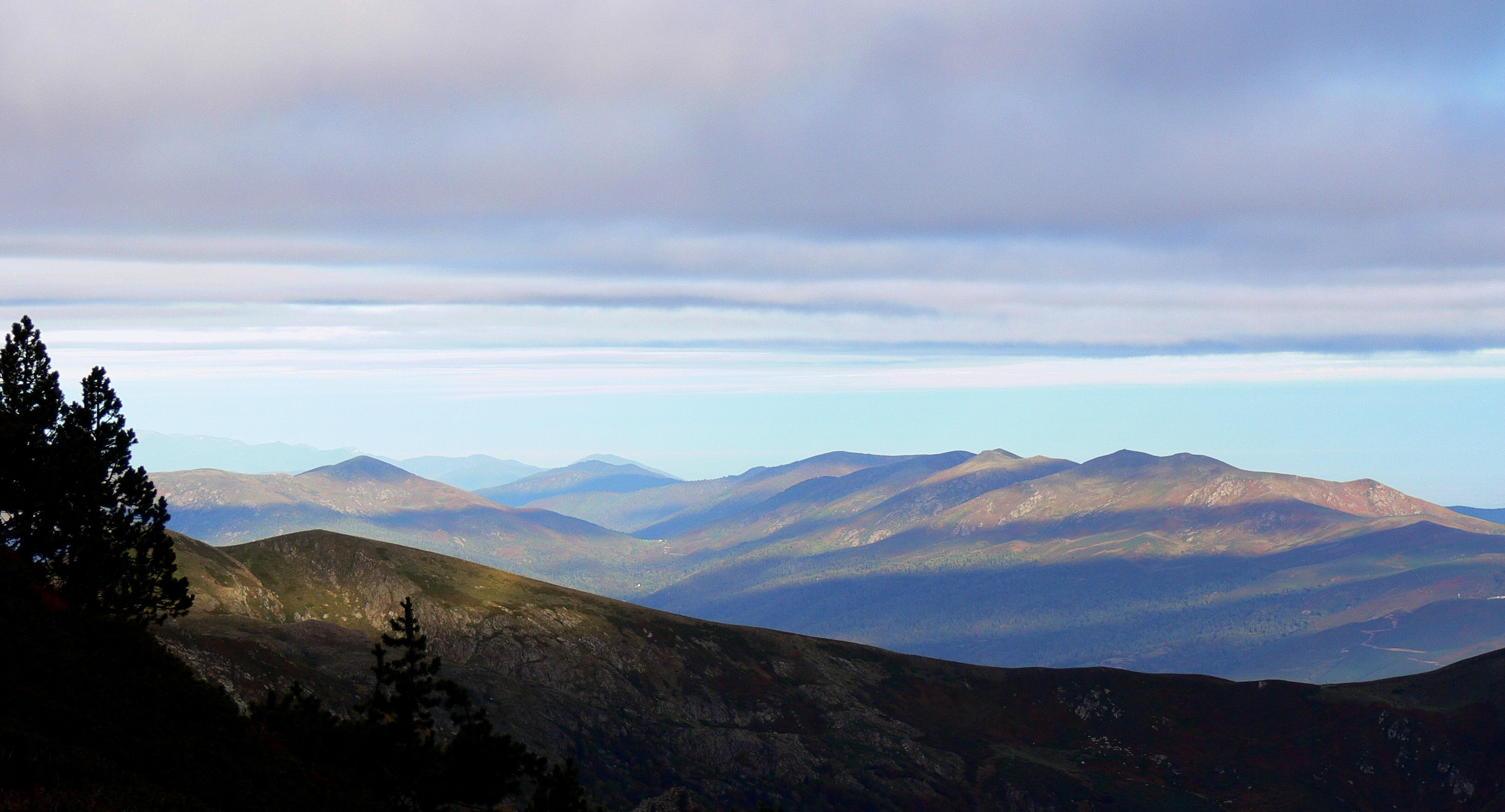
Le massif de l'Arize vu de la crête nord du pic de Saint-Barthélemy (pla de Riplemoche).

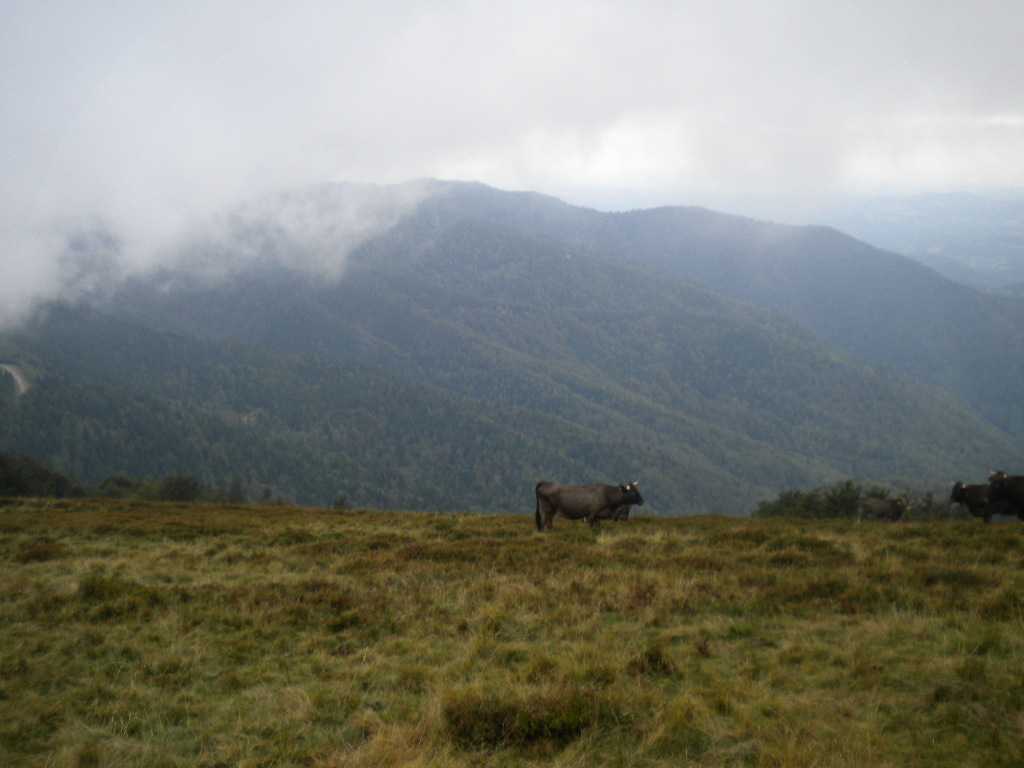
À l'intérieur du massif au col de Péguère.

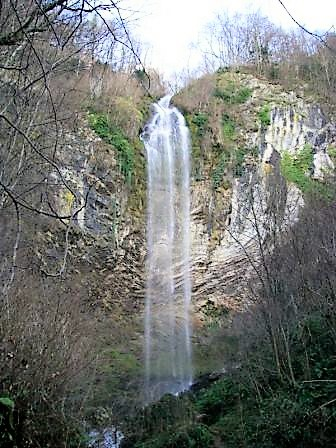
La cascade d'Alzen.

### Topographie
Le massif s'étend de Foix à l'est, jusqu'à Saint-Girons au nord-ouest,. 
Il est limité à l'ouest par le Salat, au sud-ouest par l'Arac de Soulan à Massat, au sud par le ruisseau de Liers (sur 3 km) puis par la Canadelle jusqu'au col de Port, et par le Saurat du col de Port à Arignac, à l'est par l'Ariège d'Arignac jusqu'à Foix, et sa limite nord est marquée par la D 117 de Foix à Saint-Girons. Il sépare d'est en ouest les bassins versants du Salat au sud, de l'Arize au nord-ouest (4 km) et de l'Ariège au nord-est (4 km), de part et d'autre du cap du Carmil (42° 55′ 04″ N, 1° 24′ 37″ E, 1 617 m d'altitude).
Il est bordé au nord par le Volvestre, au nord-est par le massif du Plantaurel et ses versants sud, sud-ouest et ouest font partie du Couserans.
| Massif du Plantaurel                  | Massif du Plantaurel                   | Massif du Plantaurel                                  |
| Vallée du Salat Montagne de Sourroque | massif de l'Arize                      | Vallée de l'Ariège Massif de Tabe                     |
| Arac Massif des Trois-Seigneurs       | Col de Port Massif des Trois-Seigneurs | Vallée du Saurat (rivière) Massif des Trois-Seigneurs |

### Hydrographie
Parmi les rivières issues du massif :
- l'Arize ;
- le Baup ;
- l'Arget.

## Histoire
Des mines y ont été exploitées, certaines dès l'époque romaine.

## Protection environnementale
Le massif se trouve dans le périmètre du parc naturel régional des Pyrénées ariégeoises et contient la ZNIEFF « massif de l'Arize, zone d'altitude ».